# Copa Costa Rica 1954
En 1954 se efectuó la edición 23 de los torneos de Copa del fútbol costarricense (primera edición con el nombre de Copa Costa Rica), organizada por la Federación de Fútbol. Los equipos participantes fueron los 10 clubes de la Primera División en 1954: Herediano, Saprissa, Moravia, Alajuelense, Cartaginés, Uruguay de Coronado, Gimnástica Española, Universidad de Costa Rica y La Libertad. Los goleadores del torneo fueron Mardoqueo González de La Libertad y Danilo Montero de Herediano con 7 goles.
Los diez equipos se dividieron en dos grupos de cinco cada uno. Los primeros dos de cada zona clasificaban a una cuadrangular final.
Grupo 1: Gimnástica, Saprissa, Alajuelense, Orión, Uruguay de Coronado.
Grupo 2: Herediano, La Libertad, Cartaginés, Moravia, Universidad de Costa Rica.
Clasificaron a la siguiente fase Gimnástica, Saprissa, Herediano y La Libertad. El Herediano se proclamó campeón del torneo al vencer en la cuadrangular final a Gimnástica (1-0), La Libertad (3-2) y al Saprissa (4-2). En el juego que definió el torneo el Herediano venció al Saprissa con goles de Danilo Montero y “Cuico” Bejarano, con dos goles cada jugador.

## Primera fase

### Grupo A
| 7 de noviembre de 1954 | Uruguay de Coronado | 1:0 | Alajuelense | Estadio Nacional, San José |  |
|                        | Arce ?'             |     |             |                            |  |

| 14 de noviembre de 1954 | Saprissa                                   | 5:1 | Orión        | Estadio Nacional, San José |  |
|                         | Monge ?' · Murillo ?' · Jiménez ?', ?', ?' |     | Rodríguez ?' |                            |  |

| 18 de noviembre de 1954 | Gimnástica Española                    | 4:0 | Uruguay de Coronado | Estadio Nacional, San José  |                             |
|                         | Armijo ?', ?' · Rivera ?' · Ramírez ?' |     |                     | Árbitro(s): Roberto Vásquez | Árbitro(s): Roberto Vásquez |

| 21 de noviembre de 1954 | Alajuelense | 0:0 | Saprissa | Estadio Alejandro Morera Soto, Alajuela |  |

| 28 de noviembre de 1954 | Orión     | 2:4 | Gimnástica Española                  | Estadio Nacional, San José |  |
|                         | Varela ?' |     | Rivera ?', ?' · Calvo ?' · Armijo ?' |                            |  |

| 1 de diciembre de 1954 | Saprissa       | 2:1 | Uruguay de Coronado | Estadio Nacional, San José |                         |
|                        | Cordero ?', ?' |     | Meléndez ?'         | Árbitro(s): Alvar Masís    | Árbitro(s): Alvar Masís |

| 6 de febrero de 1955 | Orión | 0:2 | Alajuelense  | Estadio Nacional, San José  |                             |
|                      |       |     | Ulloa ?', ?' | Árbitro(s): Guillermo Umaña | Árbitro(s): Guillermo Umaña |

| 20 de febrero de 1955 | Alajuelense                         | 3:1 | Gimnástica Española | Estadio Alejandro Morera Soto, Alajuela |  |
|                       | Araya ?' · Villalobos ?' · Ulloa ?' |     | Armijo ?'           |                                         |  |

| 23 de febrero de 1955 | Uruguay de Coronado | 1:4 | Orión                                | Estadio Nacional, San José |  |
|                       | Piedra ?'           |     | Amador ?' · Varela ?', ?' · Arias ?' |                            |  |

| 27 de febrero de 1955 | Gimnástica Española  | 2:2 | Saprissa                | Estadio Nacional, San José |  |
|                       | Calvo ?' · Armijo ?' |     | Herrera ?' · Cordero ?' |                            |  |

### Grupo B
| 7 de noviembre de 1954 | Cartaginés | 1:1 | Herediano  | Estadio Fello Meza, Cartago |                         |
|                        | Meza ?'    |     | Murillo ?' | Árbitro(s): Alvar Masís     | Árbitro(s): Alvar Masís |

| 10 de noviembre de 1954 | La Libertad                             | 4:0 | Universidad | Estadio Nacional, San José |                           |
|                         | Gobán ?' · González ?', ?' · Alpízar ?' |     |             | Árbitro(s): Danilo Alfaro  | Árbitro(s): Danilo Alfaro |

| 21 de noviembre de 1954 | La Libertad | 1:1 | Cartaginés | Estadio Nacional, San José |  |
|                         | González ?' |     | Meza ?'    |                            |  |

| 24 de noviembre de 1954 | Moravia                       | 3:3 | Universidad                         | Estadio Nacional, San José |  |
|                         | Muñoz ?', ?' · Iván Vargas ?' |     | Fernando Cordero ?' · Armijo ?', ?' |                            |  |

| 28 de noviembre de 1954 | Cartaginés | 0:1 | Moravia | Estadio Fello Meza, Cartago |  |
|                         |            |     | León ?' |                             |  |

| 6 de febrero de 1955 | Herediano                                             | 4:0 | Universidad | Estadio Eladio Rosabal Cordero, Heredia |  |
|                      | Montero ?' · Ulate ?' · Manuel Arias ?' · Alvarado ?' |     |             |                                         |  |

| 8 de febrero de 1955 | Moravia | 0:3 | La Libertad                   | Estadio Nacional, San José |  |
|                      |         |     | Alvarado ?', ?' · González ?' |                            |  |

| 20 de febrero de 1955 | Universidad | 1:3 | Cartaginés                       | Estadio Nacional, San José |  |
|                       | Garro ?'    |     | Carlos Valverde ?' · Goñi ?', ?' |                            |  |

| 2 de marzo de 1955 | La Libertad | 1:2 | Herediano                | Estadio Nacional, San José |  |
|                    | González ?' |     | Montero ?' · Bejarano ?' |                            |  |

| 6 de marzo de 1955 | Herediano                                               | 3:0 | Moravia | Estadio Eladio Rosabal Cordero, Heredia |  |
|                    | Umaña ?' (a.g.) · Eduardo Vargas ?' (a.g.) · Montero ?' |     |         |                                         |  |

## Segunda fase
| 13 de marzo de 1955 | Herediano          | 1:0 | Gimnástica Española | Estadio Nacional, San José |  |
|                     | Arguedas ?' (a.g.) |     |                     |                            |  |

| 16 de marzo de 1955 | Saprissa              | 2:0 | La Libertad | Estadio Nacional, San José |  |
|                     | Herrera ?' · Monge ?' |     |             |                            |  |

| 23 de marzo de 1955 | La Libertad               | 2:3 | Herediano                      | Estadio Nacional, San José |                           |
|                     | González ?' · Alvarado ?' |     | Montero ?', ?' · Villalobos ?' | Árbitro(s): Eladio Sibaja  | Árbitro(s): Eladio Sibaja |

| 27 de marzo de 1955 | Gimnástica Española | 0:2 | Saprissa              | Estadio Nacional, San José  |                             |
|                     |                     |     | Monge ?' · Herrera ?' | Árbitro(s): Guillermo Umaña | Árbitro(s): Guillermo Umaña |

| 30 de marzo de 1955 | La Libertad | 1:2 | Gimnástica Española  | Estadio Nacional, San José |  |
|                     | González ?' |     | Armijo ?' · Calvo ?' |                            |  |

| 3 de abril de 1955 | Herediano                                  | 4:2 | Saprissa              | Estadio Nacional, San José |                           |
|                    | Montero ?', ?' · Esquivel ?' · Bejarano ?' |     | Jairo ?' · Sánchez ?' | Árbitro(s): Eladio Sibaja  | Árbitro(s): Eladio Sibaja |

|           |
| Herediano |
|           |
| 7° título |

| Predecesor: Copa Gran Bretaña 1950 | Torneo de Copa de Costa Rica 1954 | Sucesor: Copa Reina Del Canadá 1955 |